# Vérfácán
A vérfácán (Ithaginis cruentus) a madarak osztályának tyúkalakúak (Galliformes) rendjébe és a fácánfélék (Phasianidae) családjába tartozó Ithaginis nem egyetlen faja.

## Rendszerezése
A fajt Thomas Hardwicke angol zoológus írta le 1821-ben, a Phasianus nembe Phasianus cruentus néven.

## Alfajai
- Ithaginis cruentus affinis Beebe, 1912
- Ithaginiss cruentus beicki Mayr & Birckhead, 1937
- Ithaginis cruentus berezowskii Bianchi, 1903
- Ithaginis cruentus clarkei Rothschild, 1920
- Ithaginis cruentus cruentus (Hardwicke, 1821)
- Ithaginis cruentus geoffroyi J. P. Verreaux, 1867
- Ithaginis cruentus kuseri Beebe, 1912
- Ithaginis cruentus marionae Mayr, 1941
- Ithaginis cruentus michaelis Bianchi, 1903
- Ithaginis cruentus rocki Riley, 1925
- Ithaginis cruentus sinensis David, 1873
- Ithaginis cruentus tibetanus E. C. S. Baker, 1914[2]

## Előfordulása
Dél- és Délkelet-Ázsiában, Bhután Kína, India, Mianmar és Nepál területén honos. A természetes élőhelye mérsékelt övi erdők, 3000 és 4500 méteres tengerszint feletti magasságokban. Magassági vonuló.
Rejtőzködő életmódja ellenére közkedvelt madár. Az indiai Szikkim állam nemzeti madara.

## Megjelenése
A testhossza 48 centiméter, testtömege  550-650 gramm.
|  |

## Életmódja
Hegyvidéki erdőkben élő faj, de télen valamivel alacsonyabban fekvő földekre és legelőkre is lehúzódik, hogy megtalálja táplálékát. Ilyenkor előszeretettel társul az éberebb és jobb hallású fülesfácánok (Crossoptilon) csapataihoz.
Ügyesen fut, de ritkán szánja rá magát a repülésre.

## Szaporodása
Fészekalja 5-12 tojásból áll, melyen 27-29 napig kotlik. A tojó egyedül költi ki a  tojásokat és a fiókákat is egyedül neveli fel.

## Természetvédelmi helyzete
Az elterjedési területe rendkívül nagy, egyedszáma pedig csökkenő. A Természetvédelmi Világszövetség Vörös listáján nem fenyegetett fajként szerepel.